# Condado de Menifee
O Condado de Menifee é um dos 120 condados do estado americano de Kentucky. A sede do condado é Frenchburg, e sua maior cidade é Frenchburg. O condado possui uma área de 534 km² (dos quais 6 km² estão cobertos por água), uma população de 6 556 habitantes, e uma densidade populacional de 6 hab/km² (segundo o censo nacional de 2000). O condado foi fundado em 1869. O condado proíbe a venda de bebidas alcoólicas.